# Łagodna dziecięca padaczka potyliczna typu Gastaut
Łagodna dziecięca padaczka potyliczna typu Gastaut – jedna z łagodnych dziecięcych padaczek częściowych.
Występowanie: 3–16 rok życia, szczyt zachorowań 5 rok życia.
Częste krótkie napady z zaburzeniami widzenia w postaci halucynacji wzrokowych, często z ponapadowymi objawami migreny. Brak deficytów neurologicznych. W 5% przypadków może wystąpić nawrót padaczki.
Zapis EEG: Iglice i fale ostre w odprowadzeniach potylicznych. Aktywowane podczas snu, zamknięciem oczy lub ciemnością.